# Cheiraster pilosus
Cheiraster pilosus is een zeester uit de familie Benthopectinidae.
De wetenschappelijke naam van de soort werd in 1893 gepubliceerd door Alfred William Alcock.